# 阿部重次
阿部重次（日语：／ Abe Shigetsugu，1598年—1651年6月8日），日本江戶時代大名，武藏国岩槻藩第2代藩主。德川家光时代就任老中。阿部家宗家2代。
大坂城代、初代藩主阿部正次的次男。母亲是佐原义成之女。正室是三浦重成之女、继室是松平定胜之女正寿院。子女有阿部定高（长男）、阿部正春（次男）、女儿（松平忠倶正室）、女儿（松平近陈正室）。官位是山城守、对马守。
起初是舅舅三浦重成（义次）的养子，在哥哥阿部政澄死后，回到阿部家。和同时期担任老中的阿部忠秋是堂兄弟，重次属于本家。
主君家光去日光东照宫参拜时，从江户到岩槻住了一天，岩槻城主重次接待了他。庆安4年（1651年）家光去世，他與佐倉藩主堀田正盛一起殉死。辞世之句是。家督由长男定高继承。

## 经历
- 宽永10年（1633年） 3月23日、成为六人众
- 宽永15年（1638年） 4月22日、受封5万9000石岩槻藩主
- 宽永15年（1638年）11月7日、就任老中
- 正保4年 （1647年）11月14日、父正次、在大坂城去世
- 庆安元年（1648年） 7月18日、得到父亲遗留的领地9万9000石
- 庆安4年 （1651年） 4月20日、随将军家光的去世而殉死